# بیانکی
شرکت ادواردو بیانکی (به ایتالیایی: F.I.V. Edoardo Bianchi S.p.A)٬ قدیمی‌ترین شرکت دوچرخه‌سازی جهان است که هنوز در حال تولید دوچرخه است که برای نخستین‌بار و در سال ۱۸۸۵ از دو چرخ همسان و هم‌اندازه برای دوچرخه استفاده نمود. تا آن زمان دوچرخه‌ها دارای چرخ جلوی بسیار بزرگ و چرخ عقب بسیار کوچک بودند. این شرکت در سال ۱۹۵۵ وبا همراهی فیات و پیرلی به تولید اتومبیل‌های آتوبیانکی نمود.